# Convento del Pópulo
El convento de Nuestra Señora del Pópulo fue un establecimiento religioso fundado en el siglo XVII en el barrio del Arenal de Sevilla, Andalucía, España, perteneciente a la orden de los agustinos recoletos. Fue desamortizado en 1835.

## Historia
En 1588 Capítulo Provincial de la Orden de San Agustín, en Toledo, aprobó la creación de una rama agustina dedicada al recogimiento y la vida contemplativa. Estos fueron llamados agustinos descalzos o ermitaños recoletos. Pasó a ser congregación por bula de Gregorio XV de 1621.
En 1621 fray Jerónimo de la Resurrección comisionó a fray Cristóbal de Porras, con dos religiosos más, para que fundase un convento recoleto en Sevilla. Esto recibió la aprobación del arzobispo Luis Fernández de Córdoba.
El convento fue fundado en 1625 gracias a una donación de Pedro Antón de la Cerda. Fue fundado como Convento de Santa Mónica, madre de san Agustín. Se instalaron en una casa del Arenal, cerca de la puerta de Triana. El primer prior fue fray Pedro de la Asunción.
En 1626 tuvo lugar una inundación en Sevilla. El 25 de febrero de ese año el agua inundó una casa de la calle Harinas, del barcelonés Antonio Pérez y su esposa, la sevillana Ana de Villafañe. En el portal de la casa había un cuadro de la Virgen del Pópulo con el Niño Jesús y en el techo de esta sala una lámpara. Cuando el agua llegó a los pies del Niño Jesús el cuadro se descolgó de la pared y un viento descolgó la lámpara, que cayó al agua. El cuadro y la lámpara encendida estuvieron flotando en el agua durante tres días. El matrimonio interpretó esto como un milagro y, escogiendo este convento al azar, entregaron el cuadro a los recoletos, que ese año cambiaron el título del convento por el de Nuestra Señora del Pópulo.
El convento definitivo fue construido en la parcela de frente de la casa del Arenal a partir de 1637, instalándose en él en 1638. Las obras de su iglesia terminaron en 1666.
En 1810, en la invasión francesa de Sevilla, los agustinos fueron exclaustrados y el convento fue usado como cuartel de las tropas de artillería. A petición de los vecinos, la iglesia fue abierta al culto en 1811. En 1815, tras la expulsión de los franceses, los agustinos volvieron al convento. El edificio fue desamortizado en 1835 y convertido en cárcel en 1837, para sustituir al antiguo presidio de la calle Sierpes. La cárcel del Pópulo sirvió como tal hasta 1940. El edificio fue derribado y en 1947 se construyó el mercado del Arenal.

## Patrimonio conservado

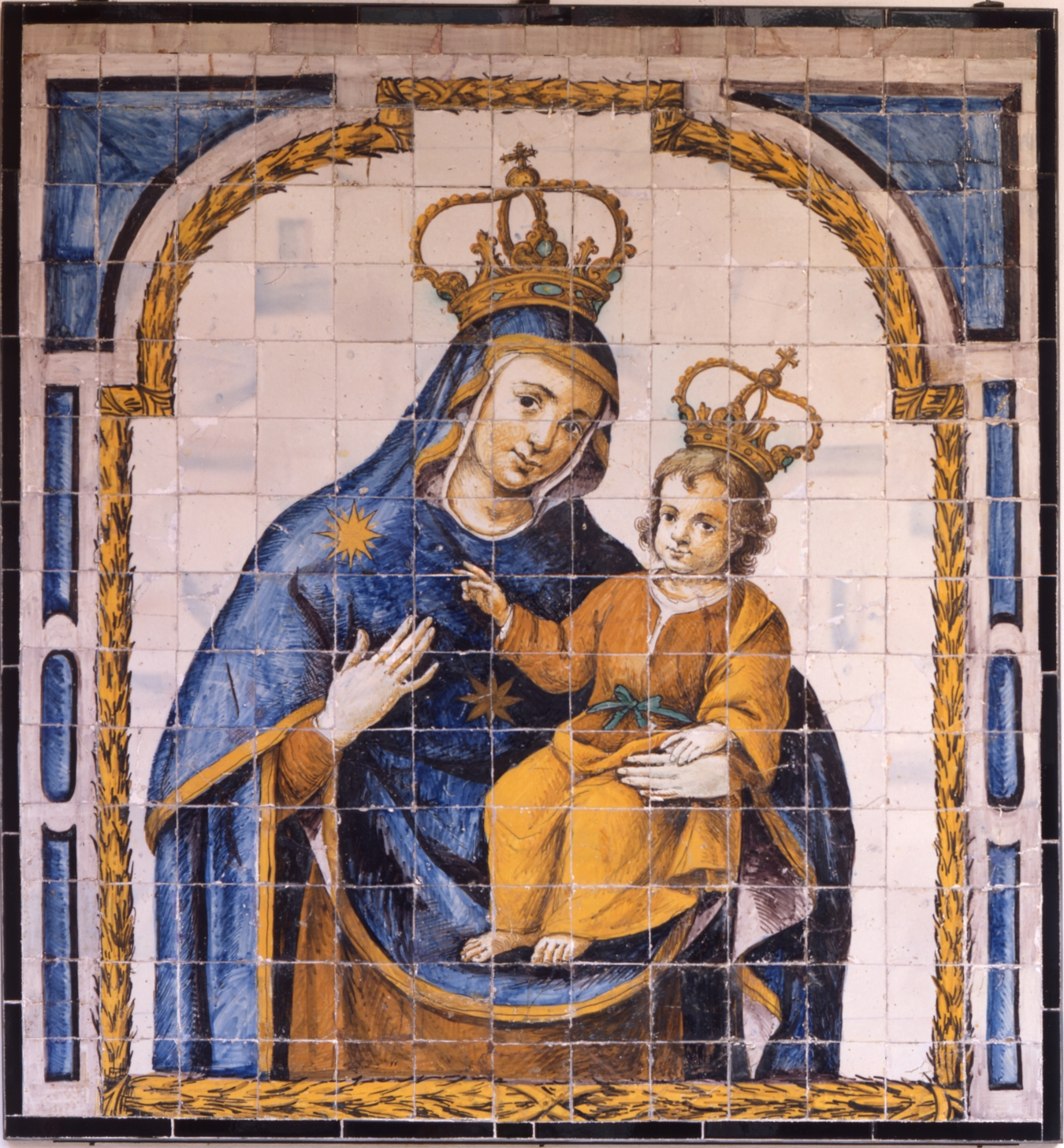
Azulejo de la Virgen del Pópulo, procedente del convento. Museo de Bellas Artes de Sevilla.

En el Museo de Bellas Artes de Sevilla se conservan los siguientes azulejos procedentes de la fachada del convento, realizados en torno a 1660:

- Virgen del Pópulo con el Niño Jesús.
- San Agustín.
- Santa Clara de Montefalco.
- Santa Mónica.
- San Nicolás de Tolentino.
- San Juan de Sahagún.
- San Gelasio.
- Santo Tomás de Villanueva.

El Museo de Bellas Artes de Sevilla conserva también los siguientes cuadros procedentes del convento, realizados por Esteban Márquez hacia 1690:
- San Agustín y el misterio de la Santísima Trinidad.
- San Agustín entre Cristo y la Virgen.

El cuadro de la Inmaculada Concepción de Francisco de Zurbarán, de hacia 1645, pertenece al Ayuntamiento de Sevilla, si bien actualmente está cedido a la Fundación Focus.
En el Museo de Huelva se encuentran los siguientes cuadros, del primer tercio del siglo XVIII, provenientes del convento:
- San Jerónimo.
- San Gregorio.
- San Agustín.
- San Bruno.
- San Ambrosio.
- Santo Tomás de Aquino.